# Solanum incurvum
Solanum incurvum är en potatisväxtart som beskrevs av Hipólito Ruiz López och Pav.. Solanum incurvum ingår i släktet skattor som ingår i familjen potatisväxter. Inga underarter finns listade i Catalogue of Life.